# U-512
U-512 — большая океанская немецкая подводная лодка типа IX-C, времён Второй мировой войны. 
Заказ на постройку лодки был отдан судостроительной компании «Дойче Верке» в Гамбурге 20 октября 1939 года. Лодка была заложена 24 февраля 1941 года под строительным номером 308, спущена на воду 9 октября 1941 года, 20 декабря 1941 года под командованием капитан-лейтенанта Вольфганга Шульце вошла в состав учебной 4-й флотилии. 1 сентября 1942 года вошла в состав 10-й флотилии. Лодка совершила один боевой поход, в котором потопила 3 судна (20 619 брт). 2 октября 1942 года потоплена к северу от Кайенна в районе с координатами 06.50N, 52.25W глубинными бомбами с американского самолёта типа «Б-18A». Из 52 членов экипажа выжил только один человек.